# Optima (Schrift)
Optima ist der Name einer Schriftart. Sie gilt als Inzise und wird nach DIN 16518 in die Klasse der Antiqua-Varianten eingeordnet, ist aber im Grunde eine Renaissance-Antiqua ohne Serifen. Sie wurde 1952 von Hermann Zapf für die D. Stempel AG (Frankfurt am Main) entworfen und erschien 1958.
Die Namensgebung fand in der Werbeabteilung der Stempel AG statt, Zapf selbst fand sie zu anmaßend. Erste Skizzen für die Schrift entstanden 1950 in Florenz auf einem 1000-Lire-Schein, da Zapf kein Schreibpapier zur Hand hatte, um Inschriften in Santa Croce abzuzeichnen. Die Buchstaben basieren auf dem Prinzip des Goldenen Schnitts.

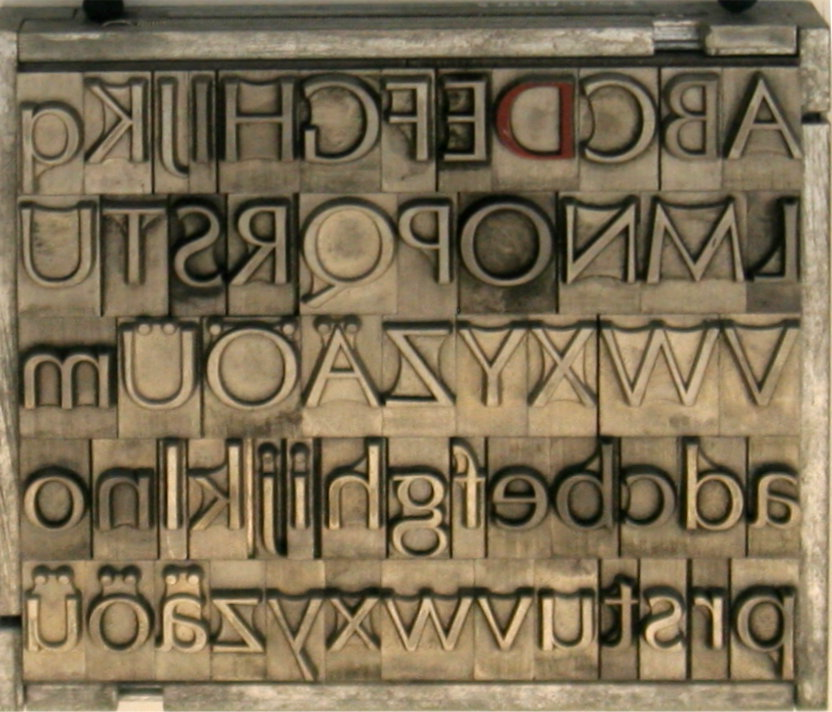
Satzspiegel mit der Schriftart Optima

Ihr ebenso filigranes wie klares Schriftbild ließ sie zu einem Erfolg im Typogeschäft werden. Sie mauserte sich insbesondere zum Liebling der Werbung – gerne verwendet, um edle Düfte und exklusive Waren an den Mann zu bringen. Auch für die Inschriften des Vietnam Veterans Memorials fand die Optima Verwendung.
Wie auch andere Schriftschnitte von Zapf ist die Optima hoch geschätzt, aber auch oft imitiert. In der Schriftarten-Sammlung von SoftMaker findet man sie als Flare O801. In der Bitstream-Schriftsammlung gibt es die legal von Zapf lizenzierte Zapf Humanist. Eine eigenständige Variante der Optima wurde in der DDR von Karl-Heinz Lange (VEB Typografie) unter dem Namen Publica geschaffen.
Von Hermann Zapf selbst im Jahre 2002 überarbeitet, ist sie nun bei Linotype als Optima Nova in den sieben Strichstärken Light, Regular, Medium, Demi, Bold, Heavy und Black, jeweils mit passender Kursivschrift, und in den ersten fünf Stärken mit Condensed-Unterreihe verfügbar. Ebenso existieren Zusatzsets für Kapitälchen und Mediävalziffern.